# ТЕС Каїс
ТЕС Каїс (Kais) – теплова електростанція на північному сході Алжиру у вілаєті Хеншела. Розташована у двох десятках кілометрів на північний захід від столиці провінції міста Хеншела, в центральній частині гір Орес.
ТЕС Каїс є однією з шести парогазових станцій комбінованого циклу, контракти на спорудження яких на початку 2014 року уклала алжирська електроенергетична компанія Sonelgaz (поряд з ТЕС Умаш, Беллара, Джельфа, Ceuth та Наама). Станція Каїс складається із двох однотипних блоків, кожен з яких має дві газові турбіни General Electric типу 9FA.03, що через котли-утилізатори живлять одну парову турбіну. Загальна потужність ТЕС становить 1266 МВт.
Генеральним підрядником обрали консорціум південнокорейських компаній GS та Daelim. Будівельні роботи на площадці ТЕС розпочались у лютому 2014-го, в кінці того ж року сюди доставили перші турбіну та генератор, а на початку 2015-го завершили стартовий етап загальнобудівельних робіт. Проте первісно встановленого строку введення ТЕС в експлуатацію – четвертий квартал 2017-го – дотриматись не вдалось. На початку 2017 року до виконання будівельних робіт залучили китайську China Machinery industry Construction Group (SINOCONST), а плановий термін завершення будівництва перенесли на третій квартал 2019-го. Втім, затримки продовжувались і в подальшому, так що монтаж котлів припав лише на 2021 рік. Перший тестовий запуск в умовах під'єднання до енергосистеми відбувся у липні 2022-го.
Як паливо станція використовує природний газ, що надходить до регіону по трубопроводу Баріка – Хеншела.
Видача продукції відбувається по ЛЕП, що працюють під напругою 400 кВ та 200 кВ.